# Ruth Wiederkehr

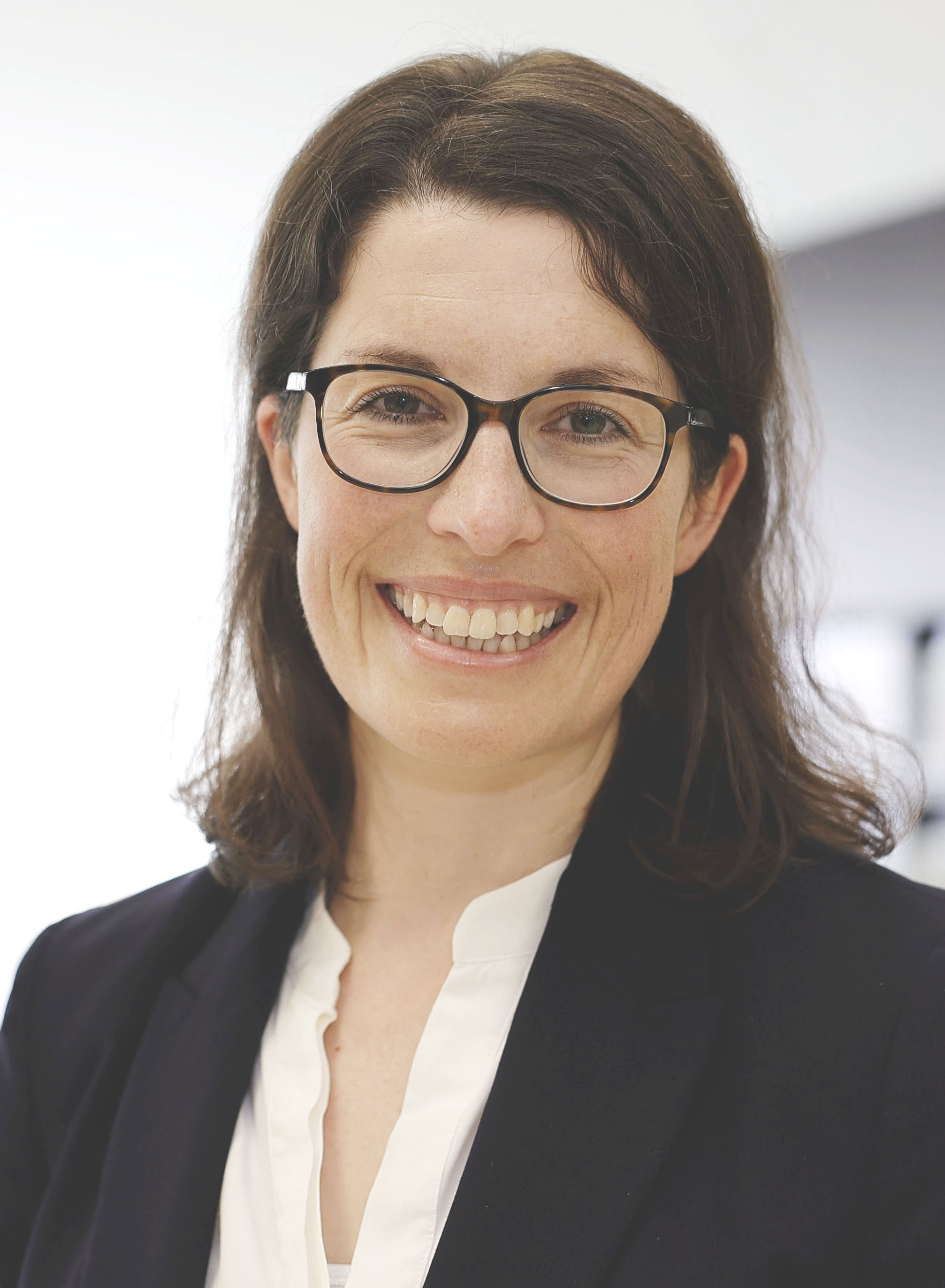
Ruth Wiederkehr, 2025

Ruth Wiederkehr (geboren 20. Oktober 1983 in Baden) ist eine Schweizer Germanistin und Historikerin.

## Familie
Ruth Wiederkehrs Mutter Waltraud war Lehrerin, ihr Vater Kurt Stadtrat von Baden, ihre Schwester Sarah ist Einwohnerrätin und CVP-Fraktionspräsidentin in Baden.

## Beruflicher Werdegang
Von 2003 bis 2012 studierte Wiederkehr in Zürich, Perugia und Oxford Deutsche Sprach- und Literaturwissenschaften, Geschichte und Völkerrecht. Sie promovierte bei Hildegard Elisabeth Keller mit einer Dissertation im Bereich der Mediävistik zu einem deutschsprachigen Gebetbuch aus dem 15. Jahrhundert, dem Hermetschwiler Gebetbuch. Außerdem erwarb sie das Lehrdiplom für Mittelschulen mit einer berufspädagogischen Zusatzqualifikation.
Wiederkehr unterrichtete an verschiedenen gymnasialen und berufsbildenden Schulen. Neben ihrer Lehrtätigkeit arbeitete als Journalistin, Autorin und Redakteurin für historische Publikationen. In diesem Zusammenhang beschäftigte sie sich mit der Geschichte des Nahen und Mittleren Ostens. Dafür lernte sie an einer Sprachenschule in Kairo Arabisch und bereiste Jordanien, Syrien, Iran, Marokko.
Nach ihrem Germanistik- und Geschichtsstudium arbeitete Wiederkehr als Dozentin an verschiedenen Fachhochschulen. Zwischen 2014 und 2020 war sie an der Fachhochschule für Technik FHNW tätig und schulte angehende Ingenieurinnen und Informatiker in Rhetorik und Auftritt. Seit 2014 ist sie selbständige Autorin, Redaktorin, Referentin und Moderatorin. 2019 machte sie sich zusätzlich als Historikerin selbstständig.

## Arbeitsschwerpunkte
Auf Wiederkehrs Publikation zum Hermetschwiler Gebetbuch, die auf einem Werk aus der Bibliothek des Benediktinerinnenklosters Hermetschwil basiert, folgte Lesen, Schreiben, Beten, Heilen: Die Bibliothek des mittelalterlichen Klosters Hermetschwil. Im Auftrag der Kirchengemeinde Wittingen verfasste sie 2017 Eine Gemeinde, zwei Pfarreien. Katholische Kirchengeschichte Wettingen. Außerdem ist sie Mitautorin der Stadtgeschichte Baden, die 2015 erschien. Zwischen 2018 und 2024 war sie Teil des Autorenteams des Forschungs-Vermittlungsprojektes Zeitgeschichte Aargau.
Für die Klosterbibliothek St. Gallen bereitete sie zudem Ausstellungen vor und brachte der Öffentlichkeit die Welt mittelalterlicher Handschriften näher.
Im Herbst 2019 kam ein dokumentarischer Kurzfilm von Ruth Wiederkehr heraus, in dem sie das Aargauer Kulturgesetz erläuterte. Dieser wurde im Rahmen des Projekts Zeitgeschichte Aargau gezeigt.
In der Region Baden konnte sie zwei Projekte initiieren: 2025 gab sie mit Carol Nater Cartier, der ehemaligen Leiterin des Historischen Museums Baden, ein Buch zum 150. Geburtstag des Kursaals Baden heraus. Zum 800-Jahr-Jubiläum des Klosters Wettingen ist eine Neuauflage der Klostergeschichte Wettingen geplant.
Ruth Wiederkehr sieht sich als Vermittlerin zwischen Vergangenheit und Gegenwart, zwischen Wissenschaft und Öffentlichkeit und konzentriert sich dabei auf den Kanton Aargau. In ihrer Funktion als Moderatorin führt sie seit 2016 Interviews zu aktuellen Themen für die Gesprächsreihe Philo-Thik im Badener Theater im Kornhaus.

## Engagement
- Seit 2015 Vorstand des Theaters im Kornhaus Baden ThiK, seit 2020 Präsidiumsmitglied[7]
- Seit 2017 Mitglied der Schulkommission der Kantonsschule Wettingen
- Seit 2019 Vorstand der Historischen Gesellschaft Aargau und Redaktorin der Argovia
- Seit 2021 Präsidentin der Fachkommission für Kunstdenkmälerinventarisation (KdS) im Kanton Aargau

## Publikationen (Auswahl)
Monografien
- Das Hermetschwiler Gebetbuch. Studien zu deutschsprachiger Gebetbuchliteratur in der Nord- und Zentralschweiz. Mit einer Edition (= Kulturtopographie des alemannischen Raums. 5). De Gruyter, Berlin/New York 2013, ISBN 978-3-11-031630-8.
- mit Fabian Furter, Bruno Meier, Andrea Schaer: Stadtgeschichte Baden. Hier und Jetzt, Zürich 2015, ISBN 978-3-039193-41-7.
- Eine Gemeinde, zwei Pfarreien. Katholische Kirchengeschichte Wettingen. Katholische Kirchgemeinde Wettingen, Wettingen 2017, ISBN 978-3033061-00-2.
- Lesen, Schreiben, Beten, Heilen: Die Bibliothek des mittelalterlichen Klosters Hermetschwil (= Murensia. Schriftenreihe der Stiftung «Geschichte Kloster Muri». 6). Chronos Verlag, Zürich 2018, doi:10.33057/chronos.1494, ISBN 978-3-0340-1494-6.
- mit Norma Graf: Zu schlau für das Publikum? Eine Anleitung zu verständlichen Präsentationen im technischen Umfeld. Hep Verlag, Bern 2020, ISBN 978-3035514-67-4.
- «Ein lernbegierig Volk». Geschichte der Volkshochschule Zürich 1920 bis 2020. Limmat, Zürich 2020, ISBN 978-3857918-90-2.
- «Für lebige als für gestorbene Brüder und Schwöstern»: 300 Jahre Emausbruderschaft zu Mariawil Baden 1722–2022. Stadtpfarramt Baden, Baden 2022, ISBN 978-3-033085-90-9.
- mit Philippe Bart, Alfred Borter, René Zihlmann: Ort der Heilung, Ort der Bildung. Die Geschichte von Walterswil bei Baar. Kalt Medien, Zug 2022, ISBN 978-3-857613-39-5.
- Museum Aargau (Hrsg.): Zweifel Pomy-Chips AG in Spreitenbach. Die Geschichte der beliebtesten Snack-Marke der Schweiz (= Aargauer Industriegeschichten. 2). NZZ Libro, Basel 2023, ISBN 978-3-907396-47-6.
- «S’isch s’Heimetgwand». 100 Jahre Trachtengruppe Baden. Orell Füssli, Baden 2025, ISBN 978-3-033-11038-0.

Anthologien
- mit Carol Nater Cartier (Hrsg.): Herz des Kurorts, Stadtsaal, Spielcasino. 150 Jahre Kursaal Baden. Hier und Jetzt, Zürich 2025, ISBN 978-3-03919-636-4.
- mit Huemer, Birgit et al.: Schreibwissenschaft – eine neue Disziplin. Diskursübergreifende Perspektiven (= Schreibwissenschaft. 2). Böhlau, Wien 2021, ISBN 978-3-205-20974-4.

Beiträge
- Badener Lebenswelten. In: Fabian Furter, Bruno Meier, Andrea Schaer, Ruth Wiederkehr: Stadtgeschichte Baden. Hier und Jetzt Verlag, Baden 2015, ISBN 978-3-03919-341-7, S. 188–243.
- Fürbitterin, Gnadenmutter und Belehrende: Maria im Sarner Gebetbuchbestand. In: Eva Rothenberger, Lydiy Wegener (Hrsg.): Maria in Hymnus und Sequenz. Interdisziplinäre mediävistische Perspektiven (= Liturgie und Volkssprache. Studien zur Rezeption und Produktion geistlicher Lieder in Mittelalter und Früher Neuzeit. 1). De Gruyter, Berlin u. a. 2017, ISBN 978-3-110475-36-4, S. 89–109.
- Bodleian Library, MS. Don. e. 250. Der Kopert – ein funktionaler und kunstvoller Einband. In: Oxford German Studies. Band 46, Nummer 2, 2017. doi:10.1080/00787191.2017.1325156, S. 162–167.
- mit Dominik Sauerländer: Jüdische Lebenswelten im Kanton Aargau 1830–2000. In: Jacques Picard, Angela Bhend (Hrsg.): Jüdischer Kulturraum Aargau. Hier und Jetzt Verlag, Zürich 2020, ISBN 978-3-03919-508-4, S. 254–294.
- Von der Eingebung beim Klösterli. Pflegepionierin Sr. Liliane Juchli über ihre Kindheits- und Jugendjahre. In: Literarische Gesellschaft Baden, Vereinigung für Heimatkunde des Bezirks Baden (Hrsg.): Badener Neujahrsblätter 2021. Band 96: Baden in Baden. Hier und Jetzt Verlag, Zürich 2021, doi:10.5169/seals-905735, ISBN 978-3-03919-513-8, S. 163–178.
- mit Annina Sandmeier-Walt: Konsum und Freizeit. In: Historische Gesellschaft des Kantons Aargau (Hrsg.): Zeitgeschichte Aargau. 1950–2000. Hier und Jetzt Verlag, Zürich 2021, ISBN 978-3-03919-510-7, S. 394–421 (Online).
- mit Annina Sandmeier-Walt: Kunst und Kultur. In: Historische Gesellschaft des Kantons Aargau (Hrsg.): Zeitgeschichte Aargau. 1950–2000. Hier und Jetzt Verlag, Zürich 2021, ISBN 978-3-03919-510-7, S. 481–553 (Online).
- Der Raum für Kultur und Gesellschaft. In: Ruth Wiederkehr, Carol Nater Cartier (Hrsg.): Herz des Kurorts, Stadtsaal, Spielcasino. 150 Jahre Kursaal Baden. Hier und Jetzt Verlag, Zürich 2025, ISBN 978-3-03919-636-4, S. 95–143.

## Belege
1. 1 2 3 4  Ursula Burgherr: Montagsporträt: Germanistin und Historikerin Ruth Wiederkehr: «Ich muss mich selber bändigen». In: aargauerzeitung.ch. 6. Januar 2020, abgerufen am 23. März 2025.
2. 1 2  Ruth Wiederkehr: Über mich. In: ruth-wiederkehr.ch. Abgerufen am 23. März 2025.
3. ↑  Ruth Wiederkehr: Dozentin, Autorin, Redaktorin. In: lang-lit.ch – Langues et littératures. Koordinationsgruppe Portal der Sprach- und Literaturwissenschaften in der Schweiz, abgerufen am 23. März 2025.
4. ↑  Ruth Wiederkehr. Abgerufen am 23. März 2025.
5. ↑  Ruth Wiederkehr. In: hep-verlag.ch. Abgerufen am 23. März 2025.
6. 1 2 3 4  Ursula Burgherr: Für die Autorin, Redaktorin, Referentin und Moderatorin Ruth Wiederkehr hat der Tag zu wenige Stunden: Humor für mehr Gelassenheit. In: Rundschau Nord. Nr. 26, 27. Juni 2024, S. 9 (ihre-region-online.ch [PDF; 8,0 MB; abgerufen am 23. Mai 2025]).
7. ↑  Dr. Ruth Wiederkehr. In: zhaw.ch. ZHAW Zürcher Hochschule für Angewandte Wissenschaften, abgerufen am 23. März 2025.

| Personendaten    | Personendaten                               |
| ---------------- | ------------------------------------------- |
| NAME             | Wiederkehr, Ruth                            |
| KURZBESCHREIBUNG | schweizerische Germanistin und Historikerin |
| GEBURTSDATUM     | 20. Oktober 1983                            |
| GEBURTSORT       | Baden, Schweiz                              |